# La guita
La guita es una película argentina de antología y comedia de 1970 producida y dirigida por Fernando Ayala, según el guion de Ricardo Talesnik y Jorge García Alonso. Es protagoinzada por Norman Briski, Luis Sandrini, Emilio Vidal, Noemí Manzano y Blanca Uriburu. Se estrenó el 7 de mayo de 1970.

## Sinopsis
La película presenta cinco episodios cuyo relato central es la falta de dinero.
1. "La Luca": un joven desempleado que usando unos binoculares ve en una obra en construcción un billete de mil pesos (una luca), y hace cualquier cosa con tal de capturarlo.
2. "El Niño Cantor": un hombre ya entrado en años enrolado en los boy-scouts, que sueña con cantar el premio mayor de la lotería en el sorteo de Navidad y Año Nuevo, para obtener una parte del premio.
3. "La Jubilación": un actor mediocre que se disfraza de anciano para jubilarse y poder vivir de ese beneficio.
4. "El contador heroico": la historia de un contador que es víctima de un autoasalto a la oficina en la que trabaja por parte de dos de sus compañeros, y debe entregar el dinero que está en la caja fuerte cuya llave sólo él tiene.
5. "$ 450.000 m/n ($ 4.500 Ley 18.188)": la historia de un playboy (Freddy) que se da la gran vida con dinero prestado por un carnicero, cuya hija lo pretende  en matrimonio. El título hace referencia a los pesos Monda Nacional (m/n) que en el año 1970 se reemplazó por el Peso Ley 18.188 cuando se le quitó dos ceros a la moneda anterior).

## Reparto
- Norman Briski como el desempleado/boy-scout/actor mediocre/contador/Freddy. (En todos los episodios)
- Luis Sandrini como el actor compañero de café. (La jubilación)
- Emilio Vidal como don Francisco el carnicero. ($ 450.000 m/n)
- Noemí Manzano como Chiche, la hija del carnicero. ($ 450.000 m/n)
- Blanca Uriburu como Isabel, joven de clase alta. ($ 450.000 m/n)
- Luis Brandoni como el joven empleado asaltante. (El contador heroico)
- Eddie Pequenino como el sereno de la obra en construcción. (La Luca)
- Nya Quesada
- Oscar Roy
- Eduardo Muñoz como el gestor (La jubilación)
- Chela Ruiz como la madre de Freddy. ($ 450.000 m/n)
- Cayetano Biondo
- Pedro Buchardo
- Bernardo Perrone
- Zulma Grey

## Comentarios
Manrupe y Portela escriben:

Desparejo como todo film de sketchs e intentando reeditar el éxito de La fiaca. Los dos últimos sketchs son lo mejor de la película. Originariamente incluía el episodio «La lección», que a instancias de la censura quedó fuera del metraje definitivo.